# Tidsfönster
Ett tidsfönster är en kort tidsperiod under vilken en möjlighet uppträder eller ett visst förhållande råder. Begreppet används inom olika tekniska och ekonomiska sammanhang, exempelvis inom logistik för den tid då en leverans ska ske.